# Європейська організація молекулярної біології
Європейська організація молекулярної біології (ЄОМБ; англ. The European Molecular Biology Organization, EMBO) — професійна організація з понад 1800 біологів. Метою ЄОМБ є сприяння біологічним дослідженням та забезпечення міжнародного обміну науковців. ЄОМБ організовує курси, робочі семінари та конференції, видає п'ять наукових журналів і підтримує незалежних науковців та незалежні проекти. Організацію було засновано 1964 року, вона є членом-засновником Європейської ініціативи з науки. Станом на 2019 рік, керівником організації є Марія Лептін, біологиня розвитку з Кельнського університету (Німеччина).

## Журнали та конференції
ЄОМБ організовує понад 90 зустрічей із понад 11 000 відвідувачів щороку.
ЄОМБ видає п'ять рецензованих наукових журналів — «Журнал ЄОМБ» (англ. «The EMBO Journal»), «Звіти ЄОМБ» (англ. «EMBO Reports»), «Біологія молекулярних систем» (англ. «Molecular Systems Biology»), «Молекулярна медицина ЄОМБ» (англ. «EMBO Molecular Medicine») та «Біологічний альянс» (англ. «Life Science Alliance»).  Вони покривають широкий спектр тем із молекулярної біології.